# العلاقات الأوزبكستانية السورينامية
العلاقات الأوزبكستانية السورينامية هي العلاقات الثنائية التي تجمع بين أوزبكستان وسورينام.

## مقارنة بين البلدين
هذه مقارنة عامة ومرجعية للدولتين:
| وجه المقارنة                                              | أوزبكستان       | سورينام                        |
| --------------------------------------------------------- | --------------- | ------------------------------ |
| المساحة (كم2)                                             | 448.98 ألف      | 163.27 ألف                     |
| عدد السكان (نسمة)                                         | 32.39 مليون     | 563.40 ألف                     |
| الكثافة السكانية (ن./كم²)                                 | 72.14           | 3.45                           |
| العاصمة                                                   | طشقند           | باراماريبو                     |
| اللغة الرسمية                                             | اللغة الأوزبكية | اللغة الهولندية                |
| العملة                                                    | سوم أوزبكستاني  | دولار سورينامي، غيلدر سورينامي |
| الناتج المحلي الإجمالي (بليون دولار)                      | 48.72 مليار     | 3.32 مليار                     |
| الناتج المحلي الإجمالي (تعادل القوة الشرائية) بليون دولار | 190.50 مليار    | 9.07 مليار                     |
| الناتج المحلي الإجمالي الاسمي للفرد دولار أمريكي          | 2.13 ألف        | 9.48 ألف                       |
| الناتج المحلي الإجمالي للفرد دولار أمريكي                 | 5.57 ألف        | 16.64 ألف                      |
| مؤشر التنمية البشرية                                      | 0.675           | 0.714                          |
| رمز المكالمات الدولي                                      | +998            | +597                           |
| رمز الإنترنت                                              | .uz             | .sr                            |
| المنطقة الزمنية                                           | ت ع م+05:00     | 00                             |

## منظمات دولية مشتركة
يشترك البلدان في عضوية مجموعة من المنظمات الدولية، منها:
| علم المنظمة | اسم المنظمة                        | تاريخ انضمام أوزبكستان | تاريخ انضمام سورينام |
| ----------- | ---------------------------------- | ---------------------- | -------------------- |
|             | يونسكو                             | 26 أكتوبر 1993         | 16 يوليو 1976        |
|             | وكالة ضمان الاستثمار متعدد الأطراف | 4 نوفمبر 1993          | 2 يوليو 2003         |
|             | الأمم المتحدة                      | 2 مارس 1992            | 4 ديسمبر 1975        |
|             | الاتحاد البريدي العالمي            | ?                      | ?                    |
|             | البنك الدولي للإنشاء والتعمير      | 21 سبتمبر 1992         | 27 يونيو 1978        |
|             | منظمة التعاون الإسلامي             | ?                      | ?                    |
|             | منظمة حظر الأسلحة الكيميائية       | ?                      | ?                    |
|             | الاتحاد الدولي للاتصالات           | 10 يوليو 1992          | 15 يوليو 1976        |
|             | مؤسسة التمويل الدولية              | 30 سبتمبر 1993         | 1 سبتمبر 2011        |
|             | منظمة الشرطة الجنائية الدولية      | ?                      | ?                    |

## وصلات خارجية
- موقع وزارة الخارجية الأوزبكستانية
- موقع وزارة الخارجية السورينامية